# Lemovii
I Lemovii o Lemonii furono un antico popolo germanico, citato solo da Tacito. Egli scrisse che vivevano nei pressi dei Rugi. Molti storici pensano che fossero una tribù germanica, anche se alcuni li associano ai non germanici Livoni.

## Organizzazione militare
Stando a Tacito, erano simili, nell'armamento e nelle istituzioni ai Goti, di cui erano vicini. Sempre Tacito racconta che i Lemovii, come pure i Goti e i Rugi, portassero in guerra scudi rotondi e spade corte.